# Laurent de Gouvion Saint-Cyr

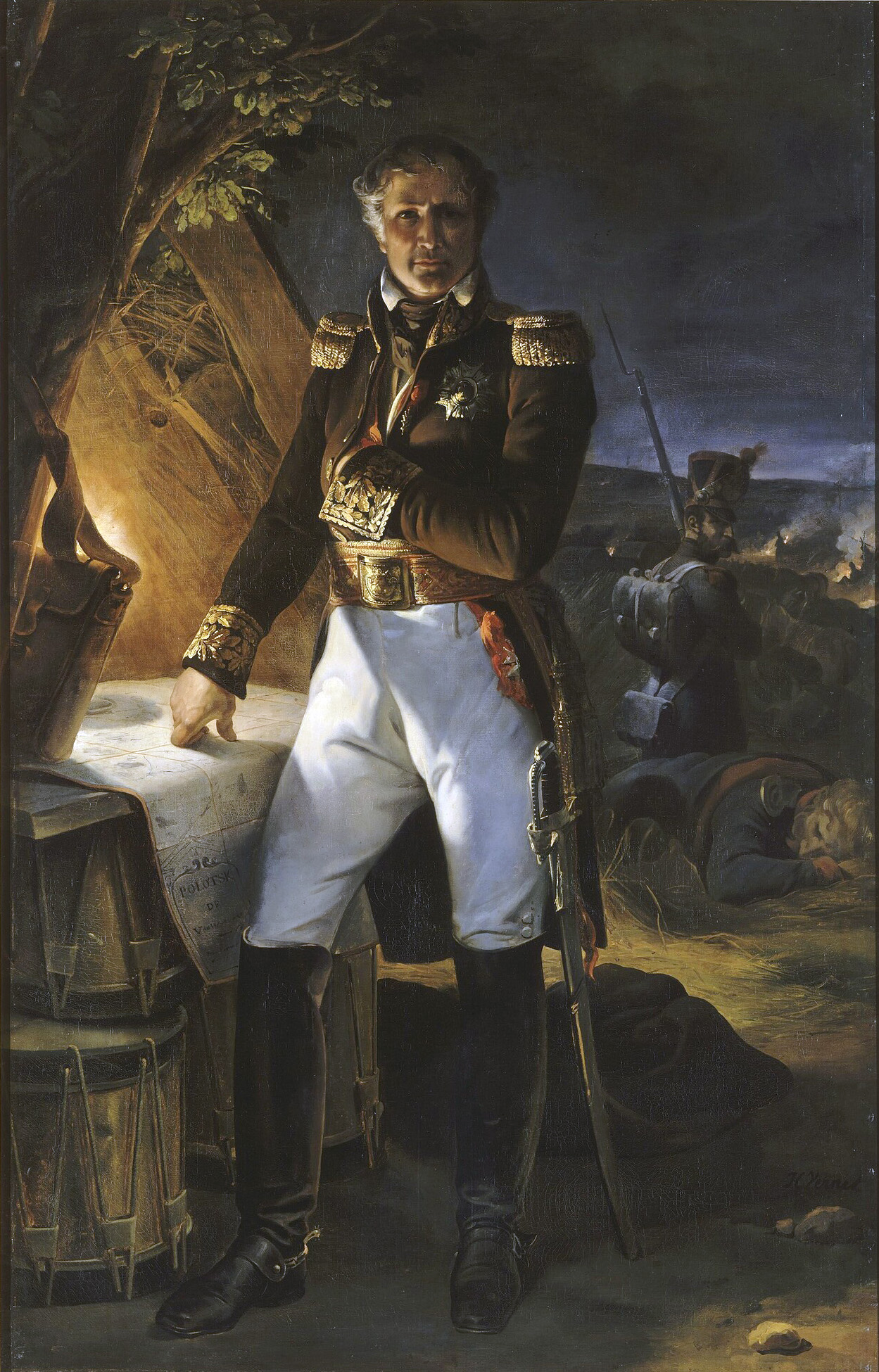
Laurent, Marquis de Gouvion Saint-Cyr

Laurent, marquis de Gouvion Saint-Cyr (Toul, 13 april 1764 – Hyères, 17 maart 1830) was een Franse maarschalk.
Gouvion St-Cyr werd geboren in Toul. Op zijn achttiende ging hij naar Rome om schilderen te studeren, alhoewel hij bleef schilderen na zijn terugkomst in Parijs werd hij nooit een professioneel schilder. In 1792 werd hij gekozen tot kapitein van een vrijwilligersbattalion en was hij in dienst van generaal Custine. Promotie volgde snel en binnen twee jaar was hij generaal van een divisie. In 1796 was hij commandant van de centrumdivisie van Moreau's leger in de campagne van de Rijn en hielp hij in de terugtocht van Beieren naar de Rijn.
Gouvion St-Cyr had misschien meer kans gehad om zichzelf te kunnen bewijzen op het slagveld als hij zich meer had toegelegd op de dingen die Napoleon wilde, alhoewel Napoleon hem een mooi compliment gaf door te verwijzen naar hem als een militair genie en hem opperbevel gaf over enkele kleinere legers en veldslagen. Tijdens zijn hele carrière in het Franse leger verloor Gouvion St-Cyr nooit een veldslag.
Louis Alexandre Berthier · Joachim Murat · Bon Adrien Jeannot de Moncey · Jean-Baptiste Jourdan · André Masséna · Pierre François Charles Augereau · Jean-Baptiste Bernadotte · Guillaume Brune · Nicolas Jean-de-Dieu Soult · Jean Lannes · Édouard Adolphe Casimir Joseph Mortier · Michel Ney · Louis Nicolas Davout · Jean-Baptiste Bessières · François Christophe Kellermann · François Joseph Lefebvre · Dominique-Catherine de Pérignon · Jean-Mathieu-Philibert Sérurier · Claude Victor-Perrin · Étienne Jacques Joseph Macdonald · Nicolas Charles Oudinot · Auguste de Marmont · Louis Gabriel Suchet · Laurent de Gouvion Saint-Cyr · Józef Poniatowski · Emmanuel de Grouchy
- Biblioteca Nacional de España: XX1660983
- Bibliothèque nationale de France: cb15324770v (data)
- Catàleg d'autoritats de noms i títols de Catalunya: 981058509793006706
- Gemeinsame Normdatei: 117550825
- International Standard Name Identifier: 0000 0003 5410 6831
- Library of Congress Control Number: n82006221
- Base Léonore: LH//1182/52
- Nationale Bibliotheek van Tsjechië: js2007400515
- Nationale Bibliotheek van Israël: 987007454152005171
- Nationale Bibliotheek van Polen: a0000001227452
- Nederlandse Thesaurus van Auteursnamen: 163769850
- Réseau des bibliothèques de Suisse occidentale: 02-A012375377
- SNAC: w6m33ffs
- Système universitaire de documentation: 026899329
- Virtual International Authority File: 107025546
- WorldCat: E39PBJjtcpTYhxDY4fbgXyCWjC